# На зов города
«На зов города» — название фильма в советском кинопрокате (в оригинале — «Сирена» араб. النداهة‎, Alandahh) — египетский фильм 1975 года, фильм-драма режиссёра Хусейна Камаля с участием популярной звезды египетского кино Магды. Кинолента поставлена по мотивам повести Юсефа Идриса «Зов».

## Сюжет
… Крестьянская девушка Фатхийя мечтает побывать в Каире. Судьба ей благоприятствует. Она выходит замуж за Хамеда, который работает привратником. Всё нравилось Фатхийи в большом городе. И она начала мечтать об учёбе, о приобретении специальности, но однажды чуть не стала жертвой вожделения богатого бея. Потрясённый Хамед решил отправить её обратно в деревню, но Фатхийя уходит от него, всё ещё веря в то, что обязательно станет самостоятельным и уважаемым человеком.

## В ролях
- Магда — Фатхийя
- Шукри Сархан — Хамед
- Эхаб Нафи — инженер Бей
- Мирвет Амин — приглашённая звезда, камео
- Шувейкар — приглашённая звезда, камео
- Салва Махмуд — Фатима
- Азиз Хафез — Рахим

## Премьеры
- Египет — национальная премьера в Каире 29 сентября 1975 года[1].
- СССР — в СССР с сентября 1978 года[2].